# Iryna Kuračkina
Iryna Aljaksandraŭna Kuračkina (in bielorusso Ірына Аляксандраўна Курачкіна?; 17 giugno 1994) è una lottatrice bielorussa, specializzata nella lotta libera.

## Palmarès
- Giochi olimpici

Tokyo 2020: argento nei 57 kg.
- Mondiali

Parigi 2017: bronzo nei 55 kg.
Nur-Sultan 2019: bronzo nei 57 kg.
- Europei

Riga 2016: argento nei 53 kg.
Kaspijsk 2018: oro nei 55 kg.
Roma 2020: bronzo nei 57 kg.
- Giochi europei

Minsk 2019: oro nei 57 kg.